# Jekaterina Sergejewna Ananina
Jekaterina Sergejewna Ananina (* 31. Januar 1982; russisch Екатерина Сергеевна Ананина, englische Transkription Ekaterina Ananina) ist eine russische Badmintonspielerin.

## Karriere
Ekaterina Ananina wurde 2002 und 2009 russische Meisterin. International siegte sie unter anderem in Italien, Ungarn, Finnland, Norwegen, Österreich und Slowenien.